# Final Fight 3
Final Fight 3, i Japan kallat Final Fight Tough (japanska: ファイナルファイト タフ?), är ett sidscrollande beat 'em up-spel av Capcom, ursprungligen utgivet till SNES 1995.

## Handling
Då Mad Gear-gänget har besegrats, är det i stället Skull Cross-gäget som hotar Metro City. Haggar och Guy, samt två de nya karaktärerna Dean och Lucia, ger sig av för att stoppa dem en gång för alla.
Spelet innehåller flera nya attacker, och dessutom möjligheten att spela ensam, men med en datorkontrollerad partner.

## Banor
| Bana  | Beskrivning                    | Boss                |
| ----- | ------------------------------ | ------------------- |
| 1     | polisstation                   | Dave                |
| 2     | storgata                       | Callman             |
| 3     | skot                           | Caine               |
| 4     | fartyg/Chinatown               | Drake/Wong          |
| Bonus | Stoppa schaktmaskin            | Stoppa schaktmaskin |
| 5     | fabrik                         | Stray               |
| Bonus | förstör dator                  | förstör dator       |
| 6     | Skull Cross-gängets högkvarter | Black               |

### Fotnoter
1. ↑  ”Final Fight 3” (på engelska). Mobygames. 21 mars 1995. http://www.mobygames.com/game/final-fight-3. Läst 16 juni 2014.